# スキップとローファー
『スキップとローファー』は、高松美咲による日本の漫画作品。『月刊アフタヌーン』（講談社）にて、2018年10月号から連載されている。2024年5月時点で累計部数は300万部を突破している。
マンガ大賞2020の第3位に選出された。2023年5月には第47回講談社漫画賞総合部門を受賞した。
メディアミックスとして、テレビアニメの第1期が2023年4月から6月まで放送された。

## あらすじ
岩倉美津未は石川県の過疎地で育った真っ直ぐな性格の少女。中学卒業を機に東京の進学校・つばめ西高校へ入学したぴかぴかの高校生。「私はこの高校生活、ただの一度だって失敗しない!」「大学はもちろんT大」「法学部を首席で卒業」「死んだらお骨は日本海にまいてもらう」などの完璧な人生設計を持っていたが、入学式の当日に道に迷った上に通勤ラッシュに巻き込まれて人酔いし、早くも躓きそうになる。そんな美津未の様子を見て同じ学校の制服を着た背が高いスマートな少年・志摩聡介が声をかけてきて、一緒に学校へ行くことになるが…。

## 主な登場人物
声の項はテレビアニメ版の声優。

### 主要人物
岩倉 美津未（いわくら みつみ）
声 - 黒沢ともよ
本作の主人公。石川県のはしっこ（珠洲市がモデル）から上京してきた高校1年生。三白眼でおかっぱの少女。将来は過疎化が深刻になっている故郷の根本的な対策の為に、官僚になることを目指している。過疎地で神童と呼ばれて育ち、東京の高偏差値高校に首席入学した。「東京大学を首席で卒業して総務省に入り、過疎対策に大きく貢献」「定年後は、市長になって財政を大幅に改善」などの人生設計は完璧だが、入学式当日は初っ端から躓きそうになる。生徒会に入り、2年次に生徒会長に当選。学力に反して、運動は苦手。母親似の妹と父親似の弟がいる。3月3日生まれ。
過疎地育ちゆえに、都会の同級生に馴染むのに苦戦したが、常に周りを前向きにさせてくれる彼女の周りには、自然と色々な個性の人達が集まってくる。素直な性格で、誰に対しても裏表がない。純粋無垢な人柄は、本人が図らずとも周りの人達に影響を与えている。
聡介のことは、大切な友人として関係を築いていたが、後にそれ以上の特別な想いがあることに気付いた。
志摩 聡介（しま そうすけ）
声 - 江越彬紀
美津未のクラスメイトで、女子の視線を集める人気者。入学式をサボろうとしていたところで美津未と出会い、一緒に高校まで走ったことをきっかけに、真っ直ぐな美津未に好感を抱く。仮病を使って学校をサボるなど、不真面目な面も見られる。旧姓は成田。異父兄弟の3歳の弟がいる。
小学生の頃は、子役でドラマ出演していた。芸能界引退後は、演技からは遠ざかり、子役の経歴も一部の友人以外に隠していた。自分のことを詮索されるのが嫌いだったが、美津未と出会ってからは自分を見つめ直すようになる。1年の文化祭のイベントを経て演劇部に入部した。
基本的には、誰に対しても優しく接する一方で、美津未のことは周囲から見ても特別視している。容姿やスペックの高さで同性・異性問わず都合のいい扱いをされてきたことや複雑な家庭環境で、恋愛には良い認識がなかったが、美津未とはお互いに意識するようになっていく。

### 高校の友人達
江頭 ミカ（えがしら ミカ）
声 - 寺崎裕香
美津未のクラスメイト。聡介に近づく目的で美津未に接近したため最初はどことなく冷たい態度を取っていたが、次第に純粋な彼女に感化されて自分の本性を見せるようになる。他人から軽率に扱われてきた経験から嘗められないようにひねくれた性格になったものの、心根は優しい。コンプレックスを克服する為に地道に努力をしてきた面もある。太りやすい体質で小学生時代は太っていた様子。英会話部所属。
聡介を意識しつつも他の友人付き合いでも計算的な思考が見え隠れしていたが、いつしか美津未達とはお互いに通じ合える大切な友人になった。世間知らずな美津未に何かと世話を焼いている。
過去のことで(本人曰く、若干いじめられていた)内心は劣等感を持ち続けていた。聡介に告白して振られた際に、彼が誠実な態度で自分と向き合って振ってくれたことで自分は「恋していいんだ」と思えるようになる。
村重 結月（むらしげ ゆづき）
声 - 内田真礼
美津未のクラスメイト。端正な顔立ちの美少女。帰国子女で中学生時代は中高一貫校に通っていた。同じクラスになった女子の中では最初に美津未と友達になる。美術部所属。
容姿端麗な見た目で周囲に先入観を持たれたり、望まない扱いを受けてきた為(異性からの人気が高く、同性からは疎まれて恋愛関係のイザコザに巻き込まれることが多かった)、最初は警戒して気張り過ぎていた。環境を変える目的でつばめ西高校を受験した経緯があり、美津未達に出会ってからは自然体でいられるようになっている。
特に誠には美津未を介して初めて出会った際にはタイプの違いからそっけない態度を取られたが、次第にお互いの悩みや弱みを見せられる程の仲になった。
久留米 誠（くるめ まこと）
声 - 潘めぐみ
美津未のクラスメイト。チャラい人間を苦手とする。内向的な性格ゆえに孤立気味になった自分に焦り、何らかのコミュニティに入ろうとして生徒会へ見学に行った際に美津未と出会う。彼女との交流で固まった性格が少しずつほぐれてゆく。2年生からは友人達の中で美津未と一緒のクラスになった。文芸部所属。
結月とは美津未を介して最初に出会った際には自分と正反対なタイプとして苦手に思っていたが、次第にお互いを一番に理解し合えるほどの仲になる。結月の影響で自分には向いていないと卑下していたオシャレや女の子らしい華やかなことに前向きになった。
文芸部に入り、部内の先輩に想いを寄せるようになる。
迎井 司（むかい つかさ）
声 - 田中光
美津未のクラスメイトで聡介とは中学からの友人。聡介の過去や人となりを知る人物で聡介が心を開いている数少ない友人の一人。誠実で根は優しいが、女子と話すのが苦手。部活は地学部、天文学部、バスケの同好会と掛け持ちしている。
聡介の理解者だが、なかなか胸の内を明かさない彼を内心は薄情モンだと思っていた。とある経緯でミカが聡介に告白したことを知っている。
山田 建斗（やまだ けんと）
声 - 村瀬歩
美津未のクラスメイトで聡介の友人。クラスのお調子者で場を盛り上げるのが得意なムードメーカー的な存在。モテることを考え、結月を含めた異性へのアプローチを積極的に行っている。常に明るく、愛され＆いじられ＆人畜無害の元気者。時折的を射た良いことを言うが、下心を出して台無しにしてしまう。クラス全員にクッキーを作ってくるなど意外とまめで、波風立てずにクラスメイト達のサポートをするのが上手い。
ともかく彼女が欲しくて誰でもいいと思っていたこともある。だが、同じ学年の友枝芽衣子に想いを寄せられて本心では誰でも良かったわけではないと気付き、付き合うことになる。

### 高校の人達
兼近 鳴海（かねちか なるみ）
声 - 木村良平、渡辺理沙（少年）
演劇部次期部長の2年生。将来的には有名な劇作家になることを疑っていない自信家。入学式で目立った美津未を演劇部に勧誘すると同時に聡介と出会い、彼の過去も含めて猛アプローチ。演劇のことになると夢中になりすぎたり、空気が読めずデリカシーに欠ける言動が目立つが、他人が傷ついたり悲しんでいる際は自分の恥をさらけ出してでも元気づける真っすぐな人でもある。
高嶺 十貴子（たかみね ときこ）
声 - 津田美波
生徒会役員の2年生。分刻みの濃密スケジュールを自主的に毎日こなす超絶完璧主義者。常にストイックな性格で、自分の事を努力でやっと天才タイプと同じ土俵に立てる人間と評価していたが美津未と出会い少し自分に優しくなり、人当たりも柔らかくなる。優しくなってからは笑うことも増え、密かに意識する男子が増えた。次期生徒会長候補だが、真面目すぎる性格故にミカをはじめ生徒会以外の下級生からは怖そうなイメージを持たれている。それが影響してか、立候補してきた風上に選挙で敗れ副会長に就任。暫くの間、会長になれなかったショックを引きずっていた。
風上 紘人（かざかみ ひろと）
声 - 榎木淳弥
2年生の新生徒会長。その後、十貴子との選挙争いを制し新たな生徒会長に就任する。元々はサッカー部の次期主将候補でミカですら知るほど学内では有名だった。軽い気持ちで生徒会長に立候補したような言動をしていたが、ケガの影響でサッカー部を退部している。T大が当たり前の家系でサッカー部は2年生までの約束だった。
木之本 小春（きのもと こはる）
声 - 広瀬さや
美津未のクラスメイトで、文化祭の劇では大佐の娘エミリア役を演じる。ダンス部に所属していて、彼氏持ち。
花園 さくら（はなぞの さくら）
声 - 豊崎愛生
美津未たちのクラス担任。担任としてクラスを受け持つのは初めてだが、同僚の職員からは学校で一番サボり上手な教師と評される一面もある。

### 地元の人達
遠山 文乃（とおやま ふみの）
声 - 諸星すみれ
美津未の地元の友達で、幼稚園からの幼馴染。彼女の良き理解者であり、かけがえのない親友。美津未が地元に帰った後も屈託のない会話から恋バナまで、お互い隠し事もなく頻繁に近況報告をしあっている。美津未を持ち上げる力持ち。
美津未の母
声 - 能登麻美子
美津未の父
声 - 丹羽正人
岩倉 真春（いわくら　まはる）
声 - 広瀬さや
美津未の妹
岩倉 桔平（いわくら　きっぺい）
声 - 塙真奈美
美津未の弟
美津未の祖母
声 - 横尾まり

### その他
西城 梨々華（さいじょう りりか）
声 - 寿美菜子
ファッション誌の表紙を飾る人気モデル。高校1年生。美津未たちとは別の高校で、聡介とは子役時代からの友人。小学校6年生の時、飲酒疑惑を週刊誌に書かれたことで、ネットでアンチにかみつき炎上した過去がある。この一件から聡介とは浅からぬ因縁がある。
福永 玖里寿（ふくなが くりす）
声 - 永野由祐
幼い頃に子役をやっていた縁で、学校は別々ながらも聡介とは長い付き合いの友人。聡介にとってはオープンに話せる数少ない友人で、時々家に泊めてもらったりしている。関係が悪い聡介と梨々華の間を取り持ったり、聡介の母親や家族関係を気遣ったりできる優しい青年。
梨々華とも子役時代からの縁で付き合いが長く、想いを寄せている。彼女からはよくぞんざいな扱いを受けるが、友人としてキッパリ言い返すこともある。
ナオちゃん / 岩倉 直樹（いわくら なおき）
声 - 斎賀みつき
美津未の父方の叔母。トランスジェンダー。美津未を「おみつ」と呼んでいる。スタイリストの仕事をしており、高校進学のため上京した美津未の東京での保護者となる。小さいことを気にせず、己のスタイルを貫く性格。都心でのシングルライフを満喫している。美津未が聡介の話をよくするようになってから彼の事をシマスケと心の中で呼び、美津未との仲を気に掛けるようになる。
ある出来事以降ミカと知り合い、彼女のコンプレックスを過去の自分と重ねて何かと彼女にも気に掛けるようになる。ゴロちゃんと呼んでいる恋人がいる。
志摩 慧理（しま けいり）
声 - 潘めぐみ
聡介の弟(異父兄弟)。3歳。

## 書誌情報
- 高松美咲『スキップとローファー』 講談社〈アフタヌーンKC〉、既刊11巻（2024年12月23日現在）
  1. 2019年1月23日発行（同日発売[25][26]）、ISBN 978-4-06-514209-7
  2. 2019年7月23日発行（同日発売[27]）、ISBN 978-4-06-516300-9
  3. 2020年2月21日発行（同日発売[28]）、ISBN 978-4-06-518471-4
  4. 2020年8月21日発行（同日発売[29]）、ISBN 978-4-06-520539-6
  5. 2021年3月23日発行（同日発売[30]）、ISBN 978-4-06-522497-7
  6. 2021年11月22日発行（同日発売[31]）、ISBN 978-4-06-525779-1
  7. 2022年6月22日発行（同日発売[32]）、ISBN 978-4-06-528147-5
  8. 2023年1月23日発行（同日発売[33]）、ISBN 978-4-06-530267-5
  9. 2023年8月23日発行（同日発売[34]）、ISBN 978-4-06-532642-8
  10. 2024年3月22日発行（同日発売[35]）、ISBN 978-4-06-534851-2
    - 能登半島地震応援版 同日発売[36][37]、ISBN 978-4-06-535630-2

  11. 2024年12月23日発行（同日発売[38]）、ISBN 978-4-06-537722-2

## テレビアニメ
2021年11月にテレビアニメ化が発表され、第1期が2023年4月から6月までTOKYO MXほかにて放送された。第2期の制作が決定している。

### スタッフ
- 原作 - 高松美咲[9]
- 監督・シリーズ構成 - 出合小都美[9]
- 副監督 - 阿部ゆり子[9]
- キャラクターデザイン・総作画監督 - 梅下麻奈未[9]
- 総作画監督 - 井川麗奈[9]
- プロップ設定 - 樋口聡美[9]
- 美術監督 - E-カエサル[9]
- 美術監修 - 東潤一[9]
- 美術設定 - 藤井祐太[9]
- 色彩設計 - 小針裕子[9]
- 撮影監督 - 出水田和人[9]
- 3D監督 - 市川元成[9]
- 編集 - 髙橋歩[9]
- 音響監督 - 山田陽[9]
- 音楽制作 - DMM music[9]
- 音楽 - 若林タカツグ[9]
- プロデューサー - 平木稜子、伊藤洋平、黒須信彦、曹聡、松井優子、松村尚、相坂正志
- アニメーションプロデューサー - 辻充仁、山本輝
- アニメーション制作 - P.A.WORKS[9]
- 製作 - 「スキップとローファー」製作委員会[9]（DMM.com、講談社、クランチロール、NetEase Games、関西テレビ放送、BS朝日、A-Sketch）

### 主題歌
「メロウ」
須田景凪による第1期オープニングテーマ。作詞・作曲は須田景凪、編曲は久保田真悟。（unBORDE/ワーナーミュージック・ジャパン）
「ハナウタとまわり道」
逢田梨香子による第1期エンディングテーマ。作詞は六ツ見純代、作曲・編曲は田中隼人。（DMM music / Astro Voice）

### 評価
中国三大アニメ・マンガ祭の第20回中国アニメ・マンガ金龍賞において「海外アニメ賞」を受賞。日本アニメとしては初の受賞となった。
クランチロール・アニメアワード2024において、最優秀ロマンス作品賞、最優秀日常系作品賞にノミネートされた。
Filmarks ANIME AWARDS 2023において、第3位の『葬送のフリーレン』、第2位の『【推しの子】』を抑えて、第1位を受賞。

### 各話リスト
| 第1話  | ピカピカ          | 米内山陽子 | 出合小都美 | 出合小都美 | 井上裕亮                                                                                               | 梅下麻奈未          | 2023年 4月4日 |
| 第2話  | そわそわ うろうろ | 篠塚智子   | 阿部ゆり子 | 阿部ゆり子 | 天野和子 Lee Sang Jin 佐藤このみ 川口弘明                                                              | 井川麗奈            | 4月11日       |
| 第3話  | フワフワ バチバチ | 日高勝郎   | 許琮       | 高村彰     | 小島明日香 田中未来 迫江沙羅 小笠原憂                                                                  | 井川麗奈            | 4月18日       |
| 第4話  | ピリピリ カツカツ | 篠塚智子   | 佐沼ケン   | 佐沼ケン   | 藤崎真吾 ヨイドレ 古徳真美                                                                             | 梅下麻奈未          | 4月25日       |
| 第5話  | チクチク いそいそ | 日高勝郎   | 長沼範裕   | 福井洋平   | 柳瀬譲二 井上裕亮 Lee Sang Jin Lee Min-bae Sim Min-hyeon                                               | 井川麗奈            | 5月2日        |
| 第6話  | シトシト チカチカ | 米内山陽子 | 篠原俊哉   | 平向智子   | 天野和子 小島明日香 田中未来 中山みゆき 斉藤和也 岩崎亮                                                | 梅下麻奈未          | 5月9日        |
| 第7話  | パタパタ モテモテ | 日高勝郎   | 阿部ゆり子 | 横野光代   | 虎高昇 西田美弥子                                                                                      | 井川麗奈            | 5月16日       |
| 第8話  | ムワムワ いろいろ | 米内山陽子 | 山城智恵   | 山城智恵   | 柳瀬譲二 Lee san jin 中山みゆき 佐藤好 田中未来 花輪美幸                                               | 梅下麻奈未          | 5月23日       |
| 第9話  | トロトロ ルンルン | 日高勝郎   | 本間修     | 本間修     | 井上裕亮 迫江沙羅 小笠原憂 田中沙希 齊藤和也 田中彩                                                    | 井川麗奈            | 5月30日       |
| 第10話 | バタバタ ポロポロ | 米内山陽子 | 寺東克己   | 矢野孝典   | 杜野都 林夏菜 中山和子 Choi So-jeong Joo Ok-yoon 江湧 陳玉峰 赵玲                                      | 梅下麻奈未          | 6月6日        |
| 第11話 | ワイワイ ザワザワ | 日高勝郎   | 阿部ゆり子 | 阿部ゆり子 | 天野和子 Lee san jin 柳瀬譲二 Lee Min-bae Joo Ok-yoon                                                  | 井川麗奈            | 6月13日       |
| 第12話 | キラキラ          | 米内山陽子 | 出合小都美 | 出合小都美 | 井上裕亮 小島明日香 田中未来 三浦菜奈 中山みゆき 迫江沙羅 柳瀬譲二 小笠原憂 合田真さ美 佐藤好 斉藤和也 | 梅下麻奈未 井川麗奈 | 6月20日       |

### 放送局
| 放送期間                | 放送時間                     | 放送局       | 対象地域   | 備考                                   |
| ----------------------- | ---------------------------- | ------------ | ---------- | -------------------------------------- |
| 2023年4月4日 - 6月20日  | 火曜 23:00 - 23:30           | TOKYO MX     | 東京都     | 作品の舞台地                           |
| 2023年4月5日 - 6月21日  | 水曜 22:00 - 22:30           | AT-X         | 日本全域   | CS放送 / 字幕放送 / リピート放送あり   |
| 2023年4月6日 - 6月22日  | 木曜 1:58 - 2:27（水曜深夜） | 北陸朝日放送 | 石川県     | 作品の舞台地                           |
| 2023年4月7日 - 6月23日  | 金曜 23:00 - 23:30           | BS朝日       | 日本全域   | 製作参加 / BS/BS4K放送 / 『アニメA』枠 |
| 2023年4月10日 - 6月26日 | 月曜 1:59 - 2:29（日曜深夜） | 関西テレビ   | 近畿広域圏 | 製作参加                               |

| 配信開始日    | 配信時間                   | 配信サイト |
| ------------- | -------------------------- | --- |
| 2023年4月4日  | 火曜 23:00 更新            | DMM TV |
| 2023年4月9日  | 日曜 23:00 更新            | dアニメストア |
| 2023年4月11日 | 火曜 23:00 更新            | U-NEXT ABEMA Netflix Amazon Prime Video バンダイチャンネル Hulu FOD アニメ放題 ニコニコチャンネル ニコニコ生放送 カンテレドーガ Tver ビデオマーケット music.jp クランクイン！ビデオ |
| 2023年4月12日 | 水曜 0:00（火曜深夜） 更新 | TELASA J:COMオンデマンド メガパック milplus auスマートパスプレミアム |
|               | 水曜 12:00 更新            | HAPPY!動画 |

### BD
| 巻 | 発売日        | 収録話         | 規格品番  |
| -- | ------------- | -------------- | --------- |
| 上 | 2023年7月26日 | 第1話 - 第6話  | DMPXA-326 |
| 下 | 2023年8月30日 | 第7話 - 第12話 | DMPXA-327 |

### コラボレーション
カラオケの鉄人
2024年1月17日から2月25日にかけて、池袋東口店、秋葉原昭和通り口店、渋谷センター街店にてコラボメニューやオリジナルグッズを販売した。その際後述の高松の能登半島地震に伴う支援メッセージに協力するため、収益の一部を日本赤十字社に寄附する取り組みを行なった。
ソフマップ
2024年5月17日から6月2日にかけてコラボカフェとポップアップショップを実施した。1,650円購入ごとに全8種の特典ポストカードをランダムで1枚プレゼントされた。

## 舞台・モデル
作中では主人公・岩倉美津未が生まれ育った町として、凧島町（いかじまちょう）という架空の町が描かれるが、これは高松の母方の実家がある珠洲市の蛸島（たこじま）町をモチーフとしている。
2024年1月1日に発生した令和6年能登半島地震を受け、月刊アフタヌーン編集部は高松との話し合いにより石川県の義援金口座に1,000万円を寄付した。また、同年3月22日発売のコミックス第10巻では「能登半島地震応援版」を同時刊行するとした。
岩倉美津未が入学した高校として「つばめ西高校」という架空の学校が出てくるが、テレビアニメのエンディングの取材協力に都立西高等学校がクレジットされている。